# Opérateurs de services postaux autorisés par l'Arcep
Les opérateurs de services postaux autorisés par l'Autorité de régulation des communications électroniques, des postes et de la distribution de la presse (Arcep) sont des entreprises du secteur postal français autorisées par l'Arcep à exercer une activité postale en France. Ce sont les seules autorisés à traiter des envois postaux. L'ancienne ART (Autorité de régulation des télécommunications) est devenue l'Arcep le 21 mai 2005, à la date d'entrée en vigueur de la loi de régulation des activités postales qu'elle couvre désormais. Avant l'ouverture à la concurrence du secteur postal, La Poste avait le monopole de la distribution du courrier en France, ce qui en fait l'« opérateur historique ». La Poste est depuis le 23 mars 2010 une société anonyme à capitaux publics.

## Contexte
La Poste a été l'objet jusqu'au 1er janvier 2011, d'un secteur réservé relatif au service universel postal. 
Deux  directives  européennes sont à l’origine de l’établissement des seuils délimitant le champ des  services  postaux  réservés :  
- la directive  97/67/CE  du  15  décembre  1997 relative au marché intérieur des services postaux et l’amélioration de la qualité du service
- la directive 2002/39/CE du 10 juin 2002 relative aux étapes de la libéralisation du secteur postal.

Ces directives ont été transposées dans la législation française.
| Date             | étape et définition du secteur réservé                                                                                | limite de poids                                                           | limite de prix (par rapport au tarif de base )                            |  |
| ---------------- | --- | ------------------------------------------------------------------------- | ------------------------------------------------------------------------- |  |
| 29 juin 1999     | services nationaux et transfrontaliers d'envois de correspondance, par courrier accéléré ou non, publipostage compris | 350 grammes                                                               | cinq fois le tarif de base                                                |  |
| 1er janvier 2003 | envois de correspondance (courrier adressé des ménages et des entreprises, domestique ou provenant de l’étranger)     | 100 grammes                                                               | trois fois le tarif de base dans la limite de un euro maximum.            |  |
| 1er janvier 2006 | Pas d'autre restriction                                                                                               | 50 grammes                                                                | deux fois et demie le tarif de base.                                      |  |
| 1er janvier 2011 | secteur réservé supprimé selon la directive postale (directive 2008/6/CE)                                             | secteur réservé supprimé selon la directive postale (directive 2008/6/CE) | secteur réservé supprimé selon la directive postale (directive 2008/6/CE) |  |

## Liste des opérateurs de services postaux autorisés par l'Arcep
En France, 34 opérateurs sont autorisés en 2015.

### Correspondance transfrontalière
- Deutsche Post AG
- Deutsche Post Global Mail (France)
- DHL (France) SAS
- IMX France
- G3 Worldwide (Spring)
- La Poste
- La Poste belge
- Österreichische Post AG
- Royal Mail Group PLC
- PostCenter
- Swiss Post International France

### Services d’envois de correspondance

#### Autorisation portant sur la France entière
- Adrexo, titulaire de l'autorisation Arcep no 06-0590[4], seulement sur la France métropolitaine.
- La Poste, l'« opérateur historique », titulaire de l'autorisation Arcep 06-1091[5], sur la France métropolitaine et d'Outre-Mer.

#### Autorisation portant sur une zone géographique restreinte
| Région concernée           | Nom de l'entreprise                                         | Zone couverte                                                                                        | N° d'autorisation Arcep | Site web             |
| -------------------------- | ----------------------------------------------------------- | --- | ----------------------- | -------------------- |
| Aquitaine                  | STEP-POST (Services tertiaires aux entreprises de Pyrénées) | Pau, Billère, Lons et Lescar.                                                                        | 11-1115                 | Step-post.fr         |
| Auvergne                   | Courrier Services 03                                        | Vichy et alentours                                                                                   | 07-0580                 | Aucun                |
| Franche-Comté              | Post Center                                                 | Besançon et alentours                                                                                | 10-0712                 | Postcenter.fr        |
| Île-de-France              | Press'Tissimo                                               | Paris et département des Hauts-de-Seine                                                              | 07-0493                 | Presstissimo.fr      |
| Languedoc-Roussillon       | ProCourrier                                                 | Montpellier et alentours                                                                             | 07-0579                 | Procourrier.fr       |
| Nord-Pas-de-Calais         | Ciblex France                                               | département du Nord et département du Pas-de-Calais                                                  | 08-0670                 | Geodisciblex.com     |
| Nord-Pas-de-Calais         | Courrier Plus                                               | Région Nord-Pas de Calais et Picardie                                                                | 07-0821                 | Courrierplus.fr      |
| Pays de la Loire           | Distriplis                                                  | Angers et alentours                                                                                  | 10-0364                 | Aucun                |
| Pays de la Loire           | Distriplis-Mauges                                           | Cholet et alentours                                                                                  | 10-0624                 | Aucun                |
| Pays de la Loire           | Inter Correspondance                                        | Cholet et alentours                                                                                  | 10-0365                 | Aucun                |
| Provence-Alpes-Côte d'Azur | FamilyPro Courrier                                          | Antibes, Valbonne, Biot, Vallauris, Mougins, Cagnes-sur-Mer, Saint-Laurent-du-Var, Nice et alentours | 11-0667                 | Familyprocourrier.fr |
| Provence-Alpes-Côte d'Azur | Index Courrier                                              | Communauté urbaine Marseille Provence Métropole                                                      | 11-0750                 | Aucun                |
| Rhône-Alpes                | Althus                                                      | Aix-les-Bains, Annecy, Chambéry et alentours                                                         | 06-0845                 | Althus.fr            |
| Rhône-Alpes                | Izigo                                                       | Valence, Romans-sur-Isère et alentours                                                               | 06-1225                 | Izigo.fr             |
| Rhône-Alpes                | Ecopost                                                     | Saint-Étienne, Lyon et alentours                                                                     | 11-0403                 | Ecopost.fr           |

## Emploi des opérateurs de services postaux autorisés par l'Arcep
En 2015, les opérateurs autorisés par l’Arcep emploient 209 000 personnes pour les activités postales.
| Pour des raisons techniques, il est temporairement impossible d'afficher le graphique qui aurait dû être présenté ici. |
| Source Arcep. |

Entre 2008 et 2015, 40000 emplois ont été perdus dans ce secteur.